# 迪托格特青年足球會
迪托格特青年足球會是黑山的一家足球俱樂部。主場位於波德戈里察。球隊參加黑山足球甲級聯賽的賽事。主場球場是波德戈里察青年球場，建于2008年，可容納 1,500 人。

## 外部連結
- FK Mladost profile on Montenegrin FA official website[]
- Profile by Weltfussballarchiv （页面存档备份，存于）